# Cyril Newall
Pour les articles homonymes, voir Newall.
Cyril Louis Norton Newall, né le 15 février 1886 et mort le 30 novembre 1963, 1er baron Newall, est un officier supérieur de l'armée britannique et de la Royal Air Force et homme d'État. Il commande des unités de la Royal Flying Corps et de la Royal Air Force lors de la Première Guerre mondiale, et est le Chief of the Air Staff au début de la Seconde Guerre mondiale. De 1941 à 1946, il est gouverneur général de Nouvelle-Zélande.

## Biographie

### Débuts
Cyril Newall est le fils du lieutenant-colonel William Potter Newall et Edith Gwendoline Caroline Newall (née Norton). Après des études à la Bedford School, il fréquente l'académie royale militaire de Sandhurst. Il entre en service dans le Royal Warwickshire Regiment (en) le 16 août 1905. Il est promu lieutenant le 18 novembre 1908 puis est transféré au 2nd King Edward VII's Own Gurkha Rifles (en) le 16 septembre 1909. Il sert à la North-West Frontier Province (aujourd'hui Khyber Pakhtunkhwa au Pakistan) où il rencontre son futur collègue Hugh Dowding à un exercice en 1909, la section d'artillerie de Dowding tendant une embuscade aux Gurkhas de Newall alors en train de déjeuner.
Newall commence sa carrière dans l'aviation en 1911 en apprenant à voler dans un biplan Bristol type T lors d'un congé en Angleterre. Il se forme à la Central Flying School à Upavon en 1913. Il se prépare à mettre en place un établissement de formation en Inde lorsque la Première Guerre mondiale éclate.

### Première Guerre mondiale
Au déclenchement de la guerre, Newall est en Angleterre. Le 12 septembre 1914, il reçoit le grade temporaire de capitaine dans le Royal Flying Corps comme leader d'escadrille, au sein du No. 1 Squadron RFC. Le 24 mars 1915, il est promu major et nommé commandant du No. 12 Squadron RFC, volant en France à partir de septembre avec des avions B.E.2c. L'escadron participe à la bataille de Loos en octobre 1915 en bombardant les chemins de fer et exécutant des missions de reconnaissance.
En prenant le commandement de l'escadron, il choisit d'arrêter de voler afin de se concentrer sur les tâches administratives, une décision considérée avec dédain par ses hommes. Leurs relations furent tendues jusqu'en janvier 1916, lorsqu'il fait preuve d'un remarquable sens du courage en se rendant dans une armurerie en feu pour essayer de contrôler l'incendie. Il reçoit la médaille Albert pour cet acte sur la recommandation personnelle du général Hugh Trenchard, et, en février 1916, il est promu au grade de lieutenant-colonel et reçoit le commandement du Training No. 6 Wing en Angleterre. En décembre 1916, il prend le commandement du No. 9 Wing, une formation de bombardiers longue portée et de reconnaissance, et en octobre 1917, il prend le commandement du nouveau No. 41 Wing RAF (en). En décembre, la formation devient le VIII Brigade RFC et Newall est promu en conséquence au grade temporaire de brigadier-général le 28 décembre 1917. Au cours de l'année 1918, il rejoint l'Independent Bombing Force, composante chargée du bombardement stratégique de la nouvelle Royal Air Force. En juin 1918, Newall est nommé commandant adjoint de l'Independent Air Force, sous les ordres de Trenchard.
Newall est élevé à la dignité d'officier de la Légion d'honneur le 10 octobre 1918, compagnon de l'Ordre de Saint-Michel et Saint-Georges le 1er janvier 1919, commandeur de l'Ordre de l'Empire britannique le 3 juin 1919 et officier de l'Ordre de Léopold le 18 avril 1921.

### Entre-deux-guerres
Newall est intégré de manière permanente à la Royal Air Force en tant que lieutenant-colonel le 1er août 1919 et promu capitaine de groupe le 8 août 1919. Il devient directeur adjoint du personnel au ministère de l'Air en août 1919, puis Commandant adjoint des écoles de formation technique des apprentis en août 1922. Il épouse May Weddell en 1922, mais elle meurt en septembre 1924, et il se remarie l'année suivante à Olive Foster, une femme américaine. Il eut trois enfants avec Foster, un fils et deux filles.
Newall est promu commodore de l'air le 1er janvier 1925, et prend le commandement du nouvellement formée Royal Auxiliary Air Force (en) en mai 1925. Il est nommé à un comité sur le désarmement à la Société des Nations en décembre 1925, puis devient Deputy Chief of the Air Staff (chef adjoint de la Force aérienne) et directeur des opérations et du renseignement le 12 avril 1926. Il est nommé Compagnon de l'Ordre du Bain en 1929 et, après avoir été promu Air Vice-Marshal le 1er janvier 1930, il se retire de son poste de chef adjoint le 6 février 1931. Il devient commandant du Wessex Bombing Area en février 1931, puis commandant du Middle East Command en septembre 1931. Il retourne ensuite au ministère de l'Air, où il devient responsable de l'approvisionnement et de l'organisation le 14 janvier 1935. Il est nommé Chevalier Commandeur de l'Ordre du Bain en 1935 et promu Air Marshal le 1er juillet 1935. Il assiste aux funérailles du roi George V en janvier 1936.
Newall resta proche de la philosophie de Trenchard pendant la période d'entre-deux-guerres. Son temps dans l'Independent Bombing Force l'avait convaincu que le bombardement stratégique était une arme extrêmement puissante, contre laquelle il n'y avait pas réellement de défense efficace. En cela, il était un partisan de la doctrine officielle de l'époque, qui suggérait que la puissance destructrice d'une force de bombardement était suffisamment grande pour paralyser une économie industrielle en peu de temps, et que sa seule présence pouvait servir de moyen de dissuasion efficace. Il est promu Air Chief Marshal le 1er avril 1937.

### Chief of the Air Staff
Le 1er septembre 1937, Newall est nommé Chief of the Air Staff en remplacement de Sir Edward Ellington. Cette promotion est inattendue, Newall étant largement considéré par les historiens comme le moins doué des candidats potentiels. Le candidat le plus en vue était Hugh Dowding, le chef de la RAF Fighter Command, qui avait été officieusement informé par Ellington en 1936 qu'il devait être désigné comme le nouveau Chief of the Air Staff. La décision fut prise par le secrétaire d'État de l'air Philip Cunliffe-Lister, sans consulter Ellington. Il fut suggéré qu'il était fortement influencé par les opinions de Trenchard, qui avait une aversion personnelle de longue date envers Dowding, à la suite de l'opposition de ce dernier à la doctrine du bombardement stratégique en faveur de celle des chasseurs défensifs.
En 1936 et 1937, l'état-major de la RAF lutta avec le Cabinet à propos des plans de réarmement. Les premiers voulaient une force de bombardement importante et une faible augmentation de chasseurs, tandis que le ministre de la coordination de la défense, Sir Thomas Inskip, milita avec succès pour un rôle plus important de l'aviation de chasse. Newall se retrouve au milieu de ce débat, et s'avère être plus souple qu'attendu. En 1938, il soutient une forte augmentation de la production d'avions, incluant la mise en place du travail posté et la création d'usines, ainsi que la création d'une organisation dédiée à la réparation des avions endommagés. Il soutient les dépenses pour les nouveaux chasseurs lourdement armés Hurricane et Spitfire, essentielle pour rééquiper le Fighter Command. Il commence même à se distancer de la doctrine de bombardement stratégique, notifiant au secrétaire de l'Air que "nul ne peut dire avec une certitude absolue qu'une nation peut être éliminée à partir du ciel, parce que personne n'a encore essayé" (no one can say with absolute certainty that a nation can be knocked out from the air, because no-one has yet attempted it). Début 1939, discutant des plans pour réagir à une guerre avec l'Italie, il s'oppose à une proposition française visant à forcer la capitulation de l'Italie par l'utilisation de lourds bombardements sur le nord du pays, faisant valoir qu'il serait peu probable de contraindre le pays à sortir de la guerre sans combat terrestre.
Newall est promu Chevalier Grand-Croix de l'Ordre du Bain en 1938. Il est toujours Chief of the Air Staff au début de la Seconde Guerre mondiale le 1er septembre 1939, sa principale contribution à l'effort de guerre est son opposition au transfert d'escadrons de chasse pour aider les français en déroute préservant ainsi une grande partie des forces de chasseurs qui allaient devenir cruciale lors de la bataille d'Angleterre. Il est promu Marshal of the Royal Air Force le 4 octobre 1940 et prend sa retraite de la RAF à la fin du mois. Il lui est décerné l'Ordre du mérite le 29 octobre, et fait Chevalier Grand-Croix de l'Ordre de Saint-Michel et Saint-Georges le 21 novembre.

### Gouverneur général de Nouvelle-Zélande

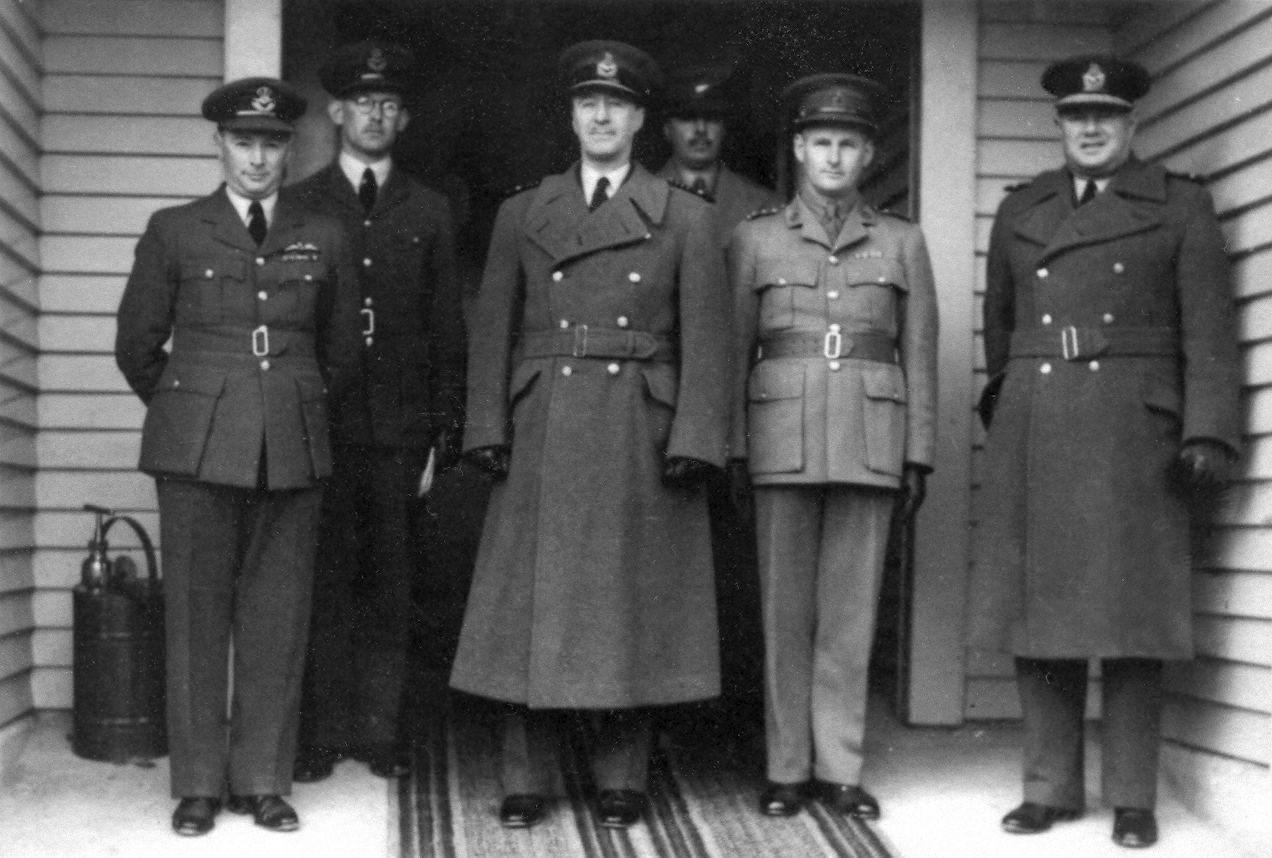
Newall (au centre) en tant que gouverneur général de Nouvelle-Zélande

En février 1941, Newall est nommé gouverneur général de Nouvelle-Zélande, poste qu'il occupera jusqu'à la fin de la guerre. Son mandat fut plutôt calme, sillonnant abondamment le pays, se référant à la guerre lors de chaque discours public. Newall et sa femme étaient largement populaires, bien qu'il y ait eu occasionnellement des tensions. Peu après son arrivée, il fut largement (mais à tort) annoncé qu'il avait méprisé les "hommes" de l'armée en faveur des "gentlemen" de la RNZAF lors d'un discours. Franc-maçon, Newall devient Grand Maître de la Grande Loge de Nouvelle-Zélande.
Politiquement, il a entretenu une relation peu chaleureuse avec le Premier ministre, Peter Fraser, mais les deux hommes travaillèrent ensemble de manière efficace. Des problèmes mineurs éclatèrent de temps en temps, comme en octobre 1942 où Fraser fut réprimandé pour ne pas avoir personnellement informé Newall de la démission de quatre ministres. Cependant, un seul sujet mena à confrontation directe, lorsque Newall refusa de suivre les conseils de son cabinet.
Après avoir reçu une recommandation du gouvernement d'amnistier quatre prisonniers condamnés à être fouettés, il refusa de le faire. Il fit valoir que si le gouvernement était opposé à la flagellation, la loi devait être abrogée plutôt que de recourir à l'amnisitie, et qu'il était constitutionnellement inapproprié pour le gouvernement de maintenir la loi tout en l'ignorant. Fraser refusa cette réponse, et la situation resta dans l'impasse plusieurs jours. Puis un compromis fut trouvé lorsque le gouvernement s'engagea à abroger la loi et Newall à amnistier les condamnés.
Après son retour de Nouvelle-Zélande en 1946, Newall est élevé à la pairie en tant que baron Newall, de Clifton sur Dunsmoor, dans le Warwickshire. Il parle rarement à la Chambre des lords, faisant cinq discours entre 1946 et 1948 et un en 1959, principalement pour aborder des questions de défense. Newall décède à son domicile à Welbeck Street à Londres le 30 novembre 1963, date à laquelle son fils Francis hérite de son titre.

## Décorations
- Chevalier grand-croix de l'ordre du Bain
- Chevalier grand croix de l'ordre de Saint-Michel et Saint-Georges
- Commandeur de l'ordre de l'Empire britannique
- Membre de l'ordre du mérite britannique
- Médaille Albert
- Officier de la Légion d'honneur
- Officier de l'ordre de Léopold
- Officier de l'ordre de la Couronne d'Italie

## Sources
- (en) Cet article est partiellement ou en totalité issu de l’article de Wikipédia en anglais intitulé « Cyril Newall, 1st Baron Newall » (voir la liste des auteurs).